# Mikhail Botvinov
Mikhail Botvinov, né le 17 novembre 1967, est un skieur de fond autrichien né en Russie et qui a concouru pendant sa carrière sportive pour la Russie puis pour l'Autriche. Il a participé à cinq éditions des Jeux olympiques d'hiver (1992 à 2006).
Fortement soupçonné de dopage avec son équipe autrichienne qui a subitement quitté les JO de Turin pour échapper aux contrôles antidopage.

## Palmarès
- Jeux olympiques
  -  Médaille d'argent sur 30 km libre aux Jeux olympiques d'hiver de 2002 à Salt Lake City (États-Unis)
  -  Médaille de bronze sur 50 km libre aux Jeux olympiques d'hiver de 2006 à Turin (Italie)

- Championnats du monde
  -  Médaille d'or au relais 4 × 10 km à Ramsau am Dachstein en 1999
  -  Médaille de bronze sur 50 km libre à Ramsau am Dachstein en 1999
  -  Médaille de bronze au relais 4 × 10 km à Falun en 1993

- Coupe du monde
  - 2e du classement général de la Coupe du monde 1999.
  - 1er du classement de distance masculine de la Coupe du monde 1999.
  - 3e du classement de distance masculine de la Coupe du monde 2000.
  - 19 podiums dont 2 victoires.